# La conciencia vengadora
La conciencia vengadora es una película muda dirigida por D. W. Griffith en 1914. Está basada en tres obras de Edgar Allan Poe. Los cuentos El corazón delator y El pozo y el péndulo, así que el poema Annabel Lee.

## Sinopsis
Un joven (Henry B. Walthall) se enamora de una bella mujer (Blanche Sweet), pero es impedido por su tío (Spottiswoode Aitken) de perseguirla. Atormentado por visiones de muerte y de sufrimiento y decidiendo de que la muerte es la única forma de hacer las cosas, el joven mata a su tío y construye un muro para ocultar el cuerpo.
El tormento del joven continúa, pero esta vez causado por sentimientos de culpa por haber asesinado a su tío. Se vuelve sensible a los ruidos, como el golpeteo de un zapato o el llanto de un pájaro. El fantasma de su tío empieza a aparecer ante él y mientras va perdiendo contacto con la realidad, la policía averigua lo que ha hecho y empieza a perseguirle. En la secuencia final, nos enteramos de que la experiencia fue solo un mal sueño y que su tío está realmente vivo.

## Reparto

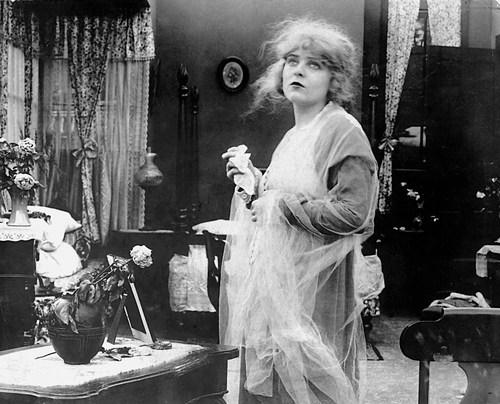
Escena de La conciencia vengadora

| Actor               | Personaje                 |
| ------------------- | ------------------------- |
| Henry B. Walthall   | El sobrino                |
| Spottiswoode Aitken | El tío                    |
| Blanche Sweet       | La novia del sobrino      |
| George Siegmann     | El italiano               |
| Ralph Lewis         | El detective              |
| Mae Marsh           | La sirviente              |
| Robert Harron       | El chico del supermercado |
| George Beranger     |                           |
| Donald Crisp        |                           |
| Josephine Crowell   | La madre de la novia      |
| Dorothy Gish        |                           |
| Walter Long         | El detective              |
| Wallace Reid        | El médico                 |